# Grégoire de Saint-Vincent

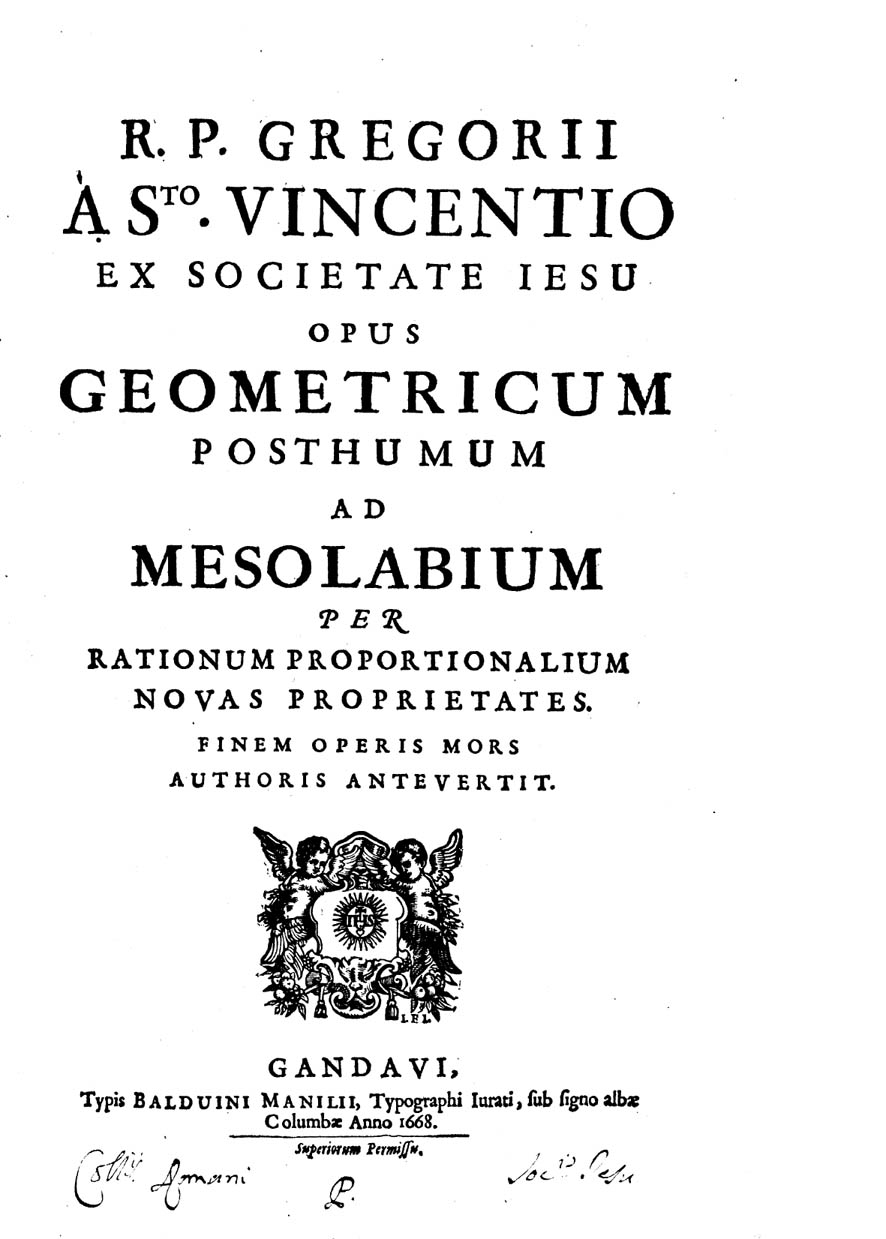
Opus geometricum ad mesolabium

Grégoire de Saint-Vincent (ur. 8 września 1584 w Brugii, zm. 27 stycznia 1667 w Gandawie) – flamandzki matematyk.

## Życiorys
Nie wiemy zbyt wiele o jego rodzinie i wczesnym życiu. W 1595 roku rozpoczął edukację w kolegium jezuickim w Brugii. Po sześciu latach wyjechał studiować matematykę i filozofię do Douai. W 1607 roku wstąpił do jezuitów i rozpoczął naukę w Collegium Romanum, gdzie jego nauczycielem był jeden z najsławniejszych uczonych tamtych czasów Christoph Clavius. Clavius dość szybko poznał się na talencie Saint-Vincenta i namówił go do dalszej nauki. W czasie pobytu w Rzymie Flamand poznał również Galileusza, którego teorie zafascynowały go i skłoniły do własnych badań. Gdy przełożeni zwrócili się z prośbą do swoich matematyków o wydanie opinii na temat heliocentryzmu, przedstawił im swoje prace broniące tego modelu. W 1612 roku wrócił do Leuven, gdzie dokończył studia teologiczne. W 1613 roku otrzymał święcenia kapłańskie.
Jednocześnie rozpoczął pracę nauczyciela greki w kolegiach, początkowo w Brukseli, potem w ’s-Hertogenbosch i Kortrijk. W 1616 roku został kapelanem oddziału wojsk hiszpańskich w Belgii. W Niderlandach trwała wówczas rewolta Holendrów skierowana przeciwko władzy Habsburgów. Po pewnym czasie wrócił do nauczania w szkole, tym razem jako matematyk. Początkowo był asystentem François d'Aguilona, ale po jego śmierci w 1617 pracował samodzielnie. Oprócz tego prowadził badania naukowe, których wyniki opublikował w dwóch dziełach: Theses de cometis z 1619 roku i  Theses mechanicae z 1620 roku. Na podstawie tych prac jego uczeń Jean-Charles della Faille opublikował w 1632 roku Theoremata de centro gravitatis. Była to ważne dzieło, della Faillemu udało się bowiem, jako pierwszemu wyznaczyć środek geometryczny wycinka kołowego.
Od 1621 roku pracował jako nauczyciel matematyki w kolegium lowańskim. Oprócz pracy dydaktycznej kontynuował pracę naukową. Na podstawie prac Archimedesa, Apoloniusza i Pappusa opracował teorię krzywych stożkowych. Opisał również wielkości nieskończenie małe, w badaniu których był pionierem. Napisał dzieła Theoremata mathematica scientiae staticae i Problema Austriacum poświęcone problemowi kwadratury koła. Wyniki niektórych jego prac z tego okresu przyczyniły się później do odkrycia rachunku różniczkowego i całkowego. Miał również kilku uczniów, którzy odegrali pewną rolę w rozwoju matematyki. Do najważniejszych, poza della Faillem, należeli Joannes Cieremans i Guillaume Boelmans.
Saint-Vincent uzyskał pozwolenie papiestwa na opublikowanie swoich dzieł drukiem. Nie mógł jednak przystąpić do tego przed uzyskaniem zgody generała zakonu. Muzio Vitelleschi, pełniący wówczas tę funkcję, nakazał mu przygotowanie wyciągu ze swoich prac i wysłanie go Grienbergerowi. Christoph Grienberger był wówczas profesorem Kolegium Rzymskiego i uchodził za największy wśród jezuitów autorytet w sprawach matematyki. Miał on ocenić prezentowany przez Saint-Vincenta poziom i sprawdzić poprawność nowych metod. Grégoire sporządził odpowiednie notatki i wysłał je do Rzymu. Manuskrypt jest do dziś przechowywany w Bibliotece Królewskiej Belgii. Jest on pierwszym zachowanym do naszych czasów przykładem zastosowania układu współrzędnych biegunowych. Grienberger, po otrzymaniu pracy, poprawił kilka fragmentów, które w jego opinii były błędne i przesłał poprawioną wersję Saint-Vincentowi z pozwoleniem na publikację, pod warunkiem że uwzględni naniesione zmiany. Saint-Vincent nie zgadzał się z poglądami Grienbergera i w 1625 roku osobiście pojechał do Rzymu, by przedyskutować sporne kwestie. Dyskusje zakończyły się jednak fiaskiem i Grienberger pozostał głuchy na argumenty Saint-Vincenta, który wobec niepowodzenia wrócił do Leuven.
Nie przebywał jednak zbyt długo w rodzinnych stronach, ponieważ w 1626 roku został mianowany nadwornym kapelanem Ferdynanda II i przeniósł się do Pragi, gdzie rezydował cesarz. Funkcję tę pełnił przez sześć lat. W czasie pobytu w Czechach podupadł na zdrowiu, w związku z czym nie był w stanie wykonywać wszystkich swoich obowiązków i zwrócił się do cesarza z prośbą o zezwolenie na wybranie sobie pomocnika. Ferdynand zgodził się i do Saint-Vincenta dołączył inny jezuita i matematyk, Théodore Moret z Antwerpii. W międzyczasie Saint-Vincent otrzymał ofertę nauczania na uniwersytecie w Madrycie, którą jednak był zmuszony odrzucić ze względu na zły stan zdrowia. W tym samym roku wojna trzydziestoletnia, która trwała wówczas w Cesarstwie, przybrała niekorzystny dla Habsburgów obrót. Protestanccy książęta, wsparci przez wojska szwedzkie, zaczęli odnosić zwycięstwa i coraz bardziej zagrażali strategicznym ziemiom dynastii. Wobec nowej ofensywy protestantów i ciężkiego stanu zdrowia, Saint-Vincent został ewakuowany z Pragi do Wiednia. W czeskiej stolicy pozostało wówczas bardzo wiele jego dzieł matematycznych.
Z Wiednia przeniósł się później do Gandawy, gdzie spędził resztę swojego życia. Po dziesięciu latach od wyjazdu z Pragi udało mu się, przy pomocy braci z zakonu, odzyskać pozostawione tam prace. W 1647 roku zostały one wydane w Antwerpii pod tytułem Opus geometricum quadraturae circuli sectionum coni. Dzieło liczyło 1250 stron i poruszało wiele różnych tematów, takich jak okręgi, trójkąty, ciągi geometryczne, elipsy, parabole czy hiperbole. Praca ta znacznie przyczyniła się do rozwoju geometrii analitycznej. Saint-Vincent zawarł w nim swoje odkrycie dotyczące hiperboli. Odkrył, że pole pod hiperbolą prostokątną (tzn. krzywą daną równaniem xy = k) nad przedziałami [a, b] i [c, d] jest takie samo, jeśli a/b = c/d.   Własność ta pozwoliła zdefiniować funkcję A(x), która jest polem pod powyższą krzywą od 1 do x i spełnia warunek A(xy) = A(x) + A(y). Ponieważ cecha ta charakteryzuje logarytmy, matematycy uznali A(x) za rodzaj logarytmu. Ze względu na jej związek z hiperbolą prostokątną xy = 1, nazwano ją logarytmem naturalnym. Nazwę i rozwinięcie w szereg potęgowy podał Gerard Merkator, ale dopiero później odkryto, że jest to logarytm o podstawie e. Odkrycie to było podstawą do badania teorii logarytmów i przyjęcia w końcu logarytmu naturalnego.
Te teorie Saint-Vincenta zostały później rozwinięte przez jednego z jego uczniów Alphonse'a Antonia de Sarasę. W Opus geometricum... znalazła się także metoda obliczania objętości brył przestrzennych, podobna do zasady Cavalieriego, ale wymyślona  niezależnie od Bonaventury Cavalierego. Saint-Vincent kontynuował również badanie problemu kwadratury koła i jego praca uchodzi za najbardziej wyczerpujące opisanie tego zagadnienia, chociaż Christiaan Huygens znalazł w niej błąd. Jego dzieła wywarły duży wpływ na ówczesnych i późniejszych matematyków.
Mimo problemów zdrowotnych Saint-Vincent kontynuował prace i zajął się kolejnymi, po kwadraturze koła, problemem matematyki greckiej, czyli podwojeniem sześcianu i trysekcją kąta. Ze względu na pogłębiającą się chorobę nie dokończył swoich badań. Opus geometricum ad mesolabium, dotycząca tego problemu, została wydana rok po jego śmierci, która nastąpiła w 1667 roku.